# Miles Robbins
Miles Guthrie Tomalin Robbins (* 4. Mai 1992 in New York City, New York) ist ein US-amerikanischer Schauspieler.

## Leben
Robbins ist der Sohn der Schauspieler Susan Sarandon und Tim Robbins. Seine ältere Halbschwester ist die Schauspielerin Eva Amurri, sein älterer Bruder ist der Regisseur Jack Henry Robbins.
Sein Debüt auf der Kinoleinwand gab er 1995 in einer Statistenrolle in dem Film Dead Man Walking – Sein letzter Gang, bei dem sein Vater Regie führte und für den seine Mutter den Oscar als beste Hauptdarstellerin erhielt.
2009 war er erneut an der Seite seiner Mutter in Zeit der Trauer zu sehen. In dem Coming-of-Age-Film My Friend Dahmer, eine Adaption der Graphic Novel Mein Freund Dahmer von Derf Backderf, spielt Robbins einen Klassenkameraden des Serienmörders Jeffrey Dahmer.
Im Jahr 2018 stand er für eine Fortsetzung der Halloween-Filmreihe an der Seite von Jamie Lee Curtis vor der Kamera. Ebenfalls in diesem Jahr verkörperte er in Akte X – Die unheimlichen Fälle des FBI den erwachsenen Seriensohn von Gillian Anderson und David Duchovny in drei Episoden. 2019 spielte er neben Patrick Schwarzenegger die Hauptrolle in dem Horrorfilm Der Killer In Mir. 
2022 gehörte er dem Ensemble-Cast des Survival-Horror-Computerspiels The Quarry an, in welchem er seiner Rolle sowohl seine Stimme als auch sein Äußeres lieh.

## Filmografie (Auswahl)
- 1995: Dead Man Walking – Sein letzter Gang (Dead Man Walking)
- 2009: Zeit der Trauer (The Greatest)
- 2016–2017: Webseries (Fernsehserie, 4 Episoden)
- 2016–2018: Mozart in the Jungle (Fernsehserie, 4 Episoden)
- 2017: The Get Down (Fernsehserie, Episode 1x11)
- 2017: My Friend Dahmer
- 2018: Der Sex Pakt (Blockers)
- 2018: Akte X – Die unheimlichen Fälle des FBI (The X-Files, Fernsehserie, 3 Episoden)
- 2018: High Resolution
- 2018: Halloween
- 2019: Der Killer in mir (Daniel Isn’t Real)
- 2019: Der Tag wird kommen (The Day Shall Come)
- 2019: Tage wie diese (Let It Snow)
- 2020: Miracle Workers (Fernsehserie, Episode 2x03)
- 2023: Old Dads
- 2024: Y2K

## Videospiele
- 2022: The Quarry (Rolle des Dylan Lenivy)

## Auszeichnungen
Sitges Film Festival
- 2019: Auszeichnung als „Bester Schauspieler“ für Der Killer in mir[1]